# Seznam ulic v Trnité
Seznam ulic v Trnité uvádí přehled ulic a veřejných prostranství na území evidenční části obce Trnitá v Brně, která je územně totožná s katastrálním územím Trnitá a tvoří části městských částí Brno-střed a Brno-jih.

## Seznam
| Název              | Pojmenováno po               | Souřadnice                       | Obrázek | Commons           | RÚIAN   | Mapy.cz         |
| ------------------ | ---------------------------- | -------------------------------- | ------- | ----------------- | ------- | --------------- |
| Cyrilská           | svatý Cyril                  | 49°11′24″ s. š., 16°37′13″ v. d. |         | Cyrilská (Brno)   | 22373   | stre&id=79082   |
| Dornych            |                              | 49°11′ s. š., 16°37′19″ v. d.    |         | Dornych           | 22811   | stre&id=79126   |
| Fuchsova           | Bohuslav Fuchs               | 49°11′9″ s. š., 16°36′32″ v. d.  |         | Fuchsova (Brno)   | 3031225 | stre&id=5198905 |
| Hladíkova          | Josef Hladík                 | 49°11′20″ s. š., 16°37′43″ v. d. |         | Hladíkova (Brno)  | 23981   | stre&id=79242   |
| Kalová             | kal                          | 49°10′54″ s. š., 16°37′26″ v. d. |         | Kalová (Brno)     | 2006499 | stre&id=5195044 |
| Koliště            | glacis                       | 49°11′58″ s. š., 16°36′40″ v. d. |         | Koliště (Brno)    | 25828   | stre&id=79426   |
| Kolískova          | Alois Kolísek                | 49°11′20″ s. š., 16°37′21″ v. d. |         |                   | 25836   | stre&id=79427   |
| Košťálová          | zahradničení                 | 49°11′5″ s. š., 16°36′52″ v. d.  |         | Košťálová         | 26093   | stre&id=79453   |
| Koželužská         | koželuh                      | 49°11′30″ s. š., 16°37′34″ v. d. |         |                   | 26255   | stre&id=79470   |
| Kunhutina          | Kunhuta Lucemburská          | 49°11′22″ s. š., 16°37′6″ v. d.  |         | Kunhutina         | 3528529 | stre&id=5200300 |
| Křenová            | Křenová                      | 49°11′28″ s. š., 16°37′20″ v. d. |         | Křenová (Brno)    | 26492   | stre&id=79494   |
| Masná              | jatka                        | 49°11′4″ s. š., 16°37′34″ v. d.  |         | Masná (Brno)      | 27600   | stre&id=79605   |
| Mlýnská            | mlýn                         | 49°11′26″ s. š., 16°37′3″ v. d.  |         | Mlýnská (Brno)    | 28037   | stre&id=79648   |
| Opuštěná           | místo                        | 49°11′5″ s. š., 16°36′43″ v. d.  |         | Opuštěná (Brno)   | 29165   | stre&id=79759   |
| Placzkova          | Georg Placzek                | 49°11′11″ s. š., 16°36′47″ v. d. |         | Placzkova         | 3029867 | stre&id=5198900 |
| Plotní             | zahrada                      | 49°11′ s. š., 16°37′9″ v. d.     |         | Plotní (Brno)     | 29688   | stre&id=79810   |
| Podnásepní         | násyp                        | 49°11′40″ s. š., 16°37′26″ v. d. |         | Podnásepní        | 29866   | stre&id=79828   |
| Porážka            | jatka                        | 49°11′15″ s. š., 16°37′39″ v. d. |         |                   | 36692   | stre&id=80508   |
| Přízova            | Karel Příza                  | 49°11′23″ s. š., 16°36′58″ v. d. |         | Přízova (Brno)    | 30520   | stre&id=79894   |
| Rosická            | Brno dolní nádraží           | 49°11′2″ s. š., 16°36′57″ v. d.  |         | Rosická (Brno)    | 36714   | stre&id=80510   |
| Rumiště            | rumiště                      | 49°11′28″ s. š., 16°37′2″ v. d.  |         | Rumiště           | 31089   | stre&id=79950   |
| Skořepka           |                              | 49°11′34″ s. š., 16°37′1″ v. d.  |         | Skořepka (Brno)   | 31542   | stre&id=79995   |
| Spálená            | Velká synagoga               | 49°11′25″ s. š., 16°36′57″ v. d. |         | Spálená (Brno)    | 36838   | stre&id=80522   |
| Stavební           | sklad                        | 49°11′37″ s. š., 16°37′24″ v. d. |         | Stavební (Brno)   | 32191   | stre&id=80060   |
| Trnitá             | Trnitá                       | 49°11′29″ s. š., 16°37′4″ v. d.  |         | Trnitá (Brno)     | 33413   | stre&id=80181   |
| Uhelná             | uhlí                         | 49°11′11″ s. š., 16°36′32″ v. d. |         | Uhelná (Brno)     | 33871   | stre&id=80227   |
| Ve Vaňkovce        | Vaňkovka                     | 49°11′14″ s. š., 16°36′57″ v. d. |         | Ve Vaňkovce       | 710181  | stre&id=143923  |
| Vlhká              | Ponávka                      | 49°11′43″ s. š., 16°37′3″ v. d.  |         | Vlhká (Brno)      | 34657   | stre&id=80305   |
| Vlněna             | Vlněna                       | 49°11′21″ s. š., 16°37′4″ v. d.  |         |                   | 2494035 | stre&id=5196791 |
| Zderadova          | Zderad                       | 49°11′26″ s. š., 16°37′38″ v. d. |         | Zderadova (Brno)  | 778401  | stre&id=151119  |
| Zvonařka           | Vaňkovka                     | 49°11′17″ s. š., 16°37′22″ v. d. |         | Zvonařka (Brno)   | 35769   | stre&id=80416   |
| Úzká               | šířka                        | 49°11′20″ s. š., 16°36′45″ v. d. |         | Úzká (Brno)       | 34126   | stre&id=80252   |
| Čechyňská          |                              | 49°11′22″ s. š., 16°37′15″ v. d. |         | Čechyňská (Brno)  | 22403   | stre&id=79085   |
| Černovické nábřeží | Černovice                    | 49°10′53″ s. š., 16°37′42″ v. d. |         |                   | 36005   | stre&id=80440   |
| Řeznická           | jatka                        | 49°11′19″ s. š., 16°37′14″ v. d. |         | Řeznická (Brno)   | 31241   | stre&id=79965   |
| Škrobárenská       | škrobárna                    | 49°11′2″ s. š., 16°37′29″ v. d.  |         |                   | 797448  | stre&id=153337  |
| Špitálka           | louka                        | 49°11′35″ s. š., 16°37′17″ v. d. |         | Špitálka (Brno)   | 32883   | stre&id=80129   |
| Štěpánská          |                              | 49°11′27″ s. š., 16°37′10″ v. d. |         | Štěpánská (Brno)  | 32948   | stre&id=80135   |
| Šujanovo náměstí   | František Šujan              | 49°11′23″ s. š., 16°37′13″ v. d. |         | Šujanovo náměstí  | 33995   | stre&id=80239   |
| Železniční         | železniční trať Brno–Jihlava | 49°10′58″ s. š., 16°37′6″ v. d.  |         | Železniční (Brno) | 35823   | stre&id=80422   |